# 러브 송 (2007년 영화)
러브 송(Les Chansons D'Amour, Love Songs)은 프랑스에서 제작된 크리스토프 오노레 감독의 2007년 드라마, 뮤지컬 영화이다. 루이 가렐 등이 주연으로 출연하였고 파울로 브랑코 등이 제작에 참여하였다. 영화제 소개 제목은 사랑의 찬가이다.

## 출연

### 주연
- 루이 가렐
- 루디빈 사니에
- 클로틸드 헤스메

### 조연
- 키아라 마스트로얀니
- 그레고이레 레프린스 린구에트

## 제작진
- 미술: 사무엘 데쇼어스
- 의상: 피에르 캐니트롯
- 배역: 리처드 루시우